# Charílaos Trikoúpis
Charílaos Trikoúpis (grec moderne : Χαρίλαος Τρικούπης) (né le 11 juillet 1832 à Nauplie - mort le 11 avril 1896 (30 mars du calendrier julien) à Cannes en France), était un homme politique grec qui occupa la fonction de Premier ministre à sept reprises de 1875 à 1895.
Il est le fils d'un autre homme politique, Spyridon Trikoupis, également Premier ministre pendant une brève durée, et d'Ekateríni Mavrokordátos, elle-même sœur d'Aléxandros Mavrokordátos, qui fut lui aussi Premier ministre.

## Entrée sur la scène politique
Après avoir obtenu un diplôme en droit à Paris, il retourna à Athènes.
En 1864, Charílaos Trikoúpis était le représentant grec lors des négociations qui aboutirent à la rétrocession des îles Ioniennes à la Grèce (Traité de Londres (1864)).
En 1865, il fut élu pour la première fois député au parlement grec.
Charílaos Trikoúpis occupa brièvement la fonction de ministre des Affaires étrangères en 1867, dans le gouvernement Koumoundouros, au moment de la révolte crétoise de 1866-1869. Comme il considérait que le seul moyen de régler les problèmes des Balkans était une entente des populations chrétiennes de la région, il œuvra pour un rapprochement avec la Serbie. Cela aboutit à la signature du traité de Vöslau (26 août 1867 (14 août du calendrier julien) qui prévoyait un partage des territoires ottomans en Europe. Il fut à nouveau ministre des Affaires étrangères dans le gouvernement d'union nationale de Konstantínos Kanáris, à l'été 1877, au cours de la guerre russo-turque de 1877-1878
En 1872, il créa son propre parti réformateur appelé le « cinquième parti » (grec moderne : Πέμπτο Κόμμα), rebaptisé l'année suivante « Nouveau Parti » (grec moderne : Νεωτεριστικόν Κόμμα). En 1874, il publia un manifeste intitulé « À qui la faute ? », dont la réponse était « le roi ». Plus spécifiquement, il accusa le roi de ne pas tenir compte de l'opinion du parlement lorsqu'il nommait ses Premiers ministres. Cet article lui valut un séjour en prison mais accrut également sa popularité de manière significative. Un an plus tard, le 8 mai 1875, il rassembla une majorité parlementaire et le roi Georges Ier de Grèce, malgré ses réticences, le nomma Premier ministre. Il le resta au pouvoir à peine six mois, puisqu'il fut battu aux élections de juillet.
En 1875, Charílaos Trikoúpis mit immédiatement en place un programme de réformes audacieux.
Charílaos Trikoúpis fixa le principe (pas immédiatement appliqué) selon lequel le roi devait nommer Premier ministre le chef de file du parti majoritaire au Parlement, après le vote d'une motion de confiance (αρχή της δεδηλωμένης),.

## Premier ministre de 1882 à 1885
L'extension du territoire grec, à la suite de la convention de Constantinople : Thessalie et d'une partie du sud de l'Épire (nome d'Arta avait cependant mécontenté la population et le parlement. En effet, Ioannina était encore en territoire ottoman et le Premier ministre Alexandros Koumoundouros avait accepté le traité sans le faire ratifier par l'assemblée. Charílaos Trikoúpis se plaça alors à la tête de l'opposition. Trikoúpis réussit à former un gouvernement relativement stable le 15 mars 1882 qui dura plus de trois ans : le plus long depuis l'arrivée au pouvoir du roi Georges Ier. Pendant cette période, il réussit à faire passer un important programme de réformes. Il voulait lutter contre un certain nombre de traditions politiques qu'il jugeait néfastes : achat des votes lors des élections ; décisions autoritaires des hommes politiques ; intervention du roi dans la politique gouvernementale. Il lutta contre l'usure qui ruinait les paysans. Il croyait fermement au besoin de créer des infrastructures pour soutenir l'économie, et pour attirer les investisseurs étrangers. Un programme de construction de chemins de fer, de routes et d'infrastructures portuaires fut lancé. Une campagne de sécurisation des routes contre les bandits de grand chemin fut menée. Une réforme de l'impôt (fin du dixième remplacé par l'impôt dit « des bœufs de labour ») fut réalisée. Cette politique de modernisation lui valut le soutien des élites intellectuelles et des libéraux du pays. En politique étrangère cependant, il poursuivit la Grande Idée. Il était persuadé que la modernisation de la Grèce lui apporterait dans le cadre de cette politique le soutien des puissances occidentales. Cependant, il considéra le problème posé par la création de la Bulgarie comme plus urgent et se rapprocha de l'Empire ottoman pour lutter contre les visées territoriales bulgares. De plus, sa politique de grands travaux nécessita d'un côté une augmentation des impôts (peu populaire ; il fut même surnommé « l'accableur d'impôts ») et un endettement auprès des pays occidentaux. L'opposition s'unit contre lui et il quitta le pouvoir après les législatives de 1885.
Le plus important des travaux pour lesquels il milita fut la construction du canal de Corinthe. Trikoúpis envisageait la construction d'un pont pour relier les villes de Rion et Antirion sur le golfe de Corinthe. Mais le pont nécessitait des fonds et des techniques bien supérieures à ceux de l'époque ; la construction commença plus d'un siècle après. Il fut officiellement appelé Pont Charílaos Trikoúpis en son honneur, lors de son inauguration en 2004.

## Premier ministre de 1886 à 1890

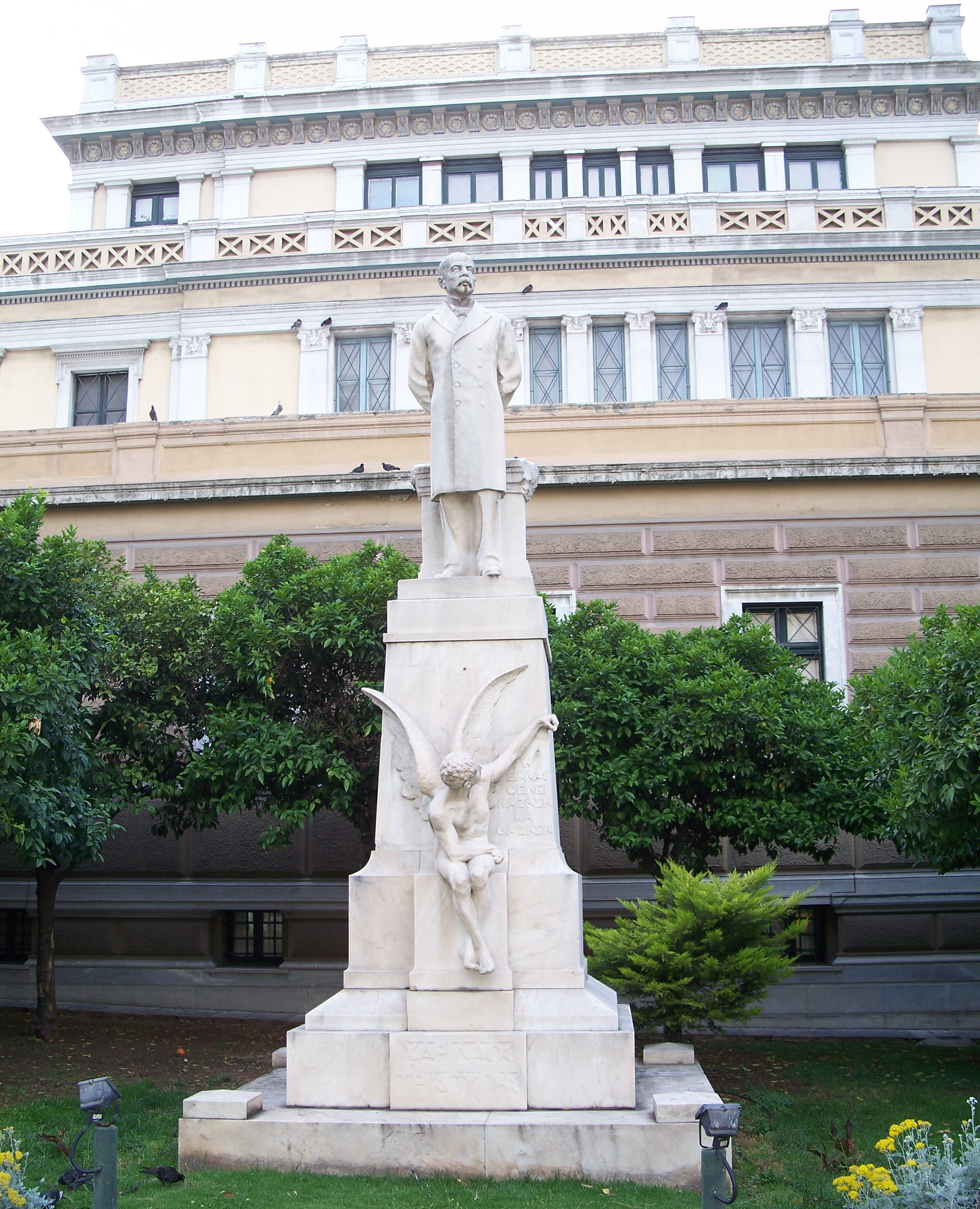
La statue de Charílaos Trikoúpis à Athènes.

Charílaos Trikoúpis revint au pouvoir dès l'année suivante, dans le contexte de tensions internationales liées au rattachement de la Roumélie orientale à la Bulgarie et de la guerre serbo-bulgare. Il fit alors voter par un parlement dominé par son opposition une loi fixant le nombre de députés à 150, dans le cadre de grandes circonscriptions pour lutter contre les divers systèmes de favoritisme locaux et permettre le développement de partis politiques modernes. Il ne réussit pas à briser les fiefs locaux des personnalités politiques. Il remporta cependant les législatives de 1887, avec la majorité absolue (90 des 150 sièges). Il fut alors Premier ministre pendant plus de quatre ans, établissant un nouveau record d'exercice de la fonction. Il poursuivit son programme de modernisation du pays.
La situation économique du pays était alors catastrophique : les caisses de l'État avaient été vidées par les dépenses exigées par la mobilisation de l'armée lors du conflit serbo-bulgare. Le déficit s'élevait à 66 millions de drachmes, avec un service de la dette de 33 millions ; les recettes de l'État n'atteignaient guère que 63 millions. Charílaos Trikoúpis commença par contracter de nouveaux emprunts (19 millions de drachmes) pour parer au plus urgent. Il entreprit ensuite une politique d'austérité consistant en une réduction des dépenses publiques et une augmentation des impôts.
La modernisation économique du pays se traduisit alors par une loi réformant le statut des fonctionnaires : ils devaient dorénavant justifier de compétences pour obtenir un emploi ; en contrepartie, ils étaient assurés de le conserver. Trikoúpis fit venir des ingénieurs français pour réaménager les villes, tracer de nouvelles routes et voies ferrées. Une entreprise britannique obtint le chantier de la voie ferrée Le Pirée-Athènes-Larissa, avec pour objectif de rallier, à terme, Thessalonique (encore ottomane) et donc de se rattacher au réseau ferré européen. Le réseau du Péloponnèse fut rapidement achevé. En 1890, le réseau ferré grec avait pris sa forme définitive.
L'armée fut elle aussi réformée, sur le modèle occidental, grâce à la mission militaire française en Grèce (1884–1887) dirigée par le général Vosseur. La formation délivrée par L'École des Évelpides fut renouvelée : le baccalauréat devint obligatoire pour y entrer. Trois autres écoles furent créées : une pour les cadets de la marine, une pour les sous-officiers et une pour les officiers de réserve. Trois cuirassés (Hydra, Spetsai et Psara) furent commandés et payés 26 millions de drachmes grâce à un nouvel emprunt (de 135 millions au total).
La politique étrangère de Trikoúpis lui valut d'importantes critiques. Il considérait que seul le gouvernement devait décider de sa politique extérieure et ne devait pas se la laisser dicter par diverses pressions. Or, les populations grecques encore sous domination ottomane commençaient à s'agiter (en Crète par exemple) et bénéficiaient de nombreux soutiens en Grèce. Trikoúpis refusait de se laisser entraîner dans ce qu'il considérait comme des aventures hasardeuses pouvant mettre en péril le pays et son développement économique. Il fut alors taxé être un « gendarme de la Turquie ». Il menait aussi une politique de modération vis-à-vis de ses voisins, n'apportant qu'un maigre soutien au patriarcat œcuménique de Constantinople et jouant la carte de l'apaisement dans le conflit avec les Bulgares en Macédoine. Il désirait en réalité gagner la confiance des puissances occidentales (la Grande-Bretagne en premier) pour d'un côté sécuriser de futurs emprunts et de l'autre réussir à terme à gagner le statut d'interlocuteur incontournable en Méditerranée orientale. Ses adversaires le qualifièrent alors de « commissaire de l'Angleterre ».
Cependant, la politique de modernisation du gouvernement Trikoúpis avait contribué à endetter l'Etat grec auprès des pays occidentaux (700 millions de Francs-or), entraînant une inflation et un cours forcé de la monnaie. Les grands projets, comme la création des lignes de chemin de fer, tardaient à porter leurs fruits, rendant les électeurs impatients. Trikoúpis et son parti perdirent, très largement, les législatives de 1890.

## Derniers postes de Premier ministre
Les législatives de 1892 ramenèrent Charílaos Trikoúpis au pouvoir en juin 1892. La dette du pays était colossale. Il ne réussit pas à obtenir de nouvel emprunt auprès des banques occidentales : elles exigeaient un contrôle international de l'économie de la Grèce. Il démissionna en mai 1893 et fut à nouveau nommé Premier ministre en décembre de la même année. Il décida alors de ramener la dette du pays à 30 % de sa valeur (procédant donc à une banqueroute de fait). Les créanciers étrangers se firent alors très virulents, les Allemands en tête.
Il aurait au parlement prononcé une phrase célèbre, qui n'est pas consignée dans les comptes-rendus des débats : « Malheureusement, nous sommes ruinés ». Les prêts étrangers furent suspendus et toutes les dépenses qui n'étaient pas essentielles furent supprimées.
C'est pendant cette période que les premiers Jeux olympiques d'été modernes furent organisés. Trikoúpis était sceptique quant aux jeux, craignant que le pays ne puisse pas supporter leur coût. Il se laissa cependant convaincre de les accueillir, et fit les préparatifs nécessaires. Ce fut son dernier mandat. Après 1895, en mauvaise santé et ayant perdu son aisance financière, il se retira de la vie politique.
Charílaos Trikoúpis mourut un an plus tard à Cannes, le 11 avril 1896 (30 mars julien), entouré de sa sœur Sophia et de son cousin Constantin Trikoupis, et fut enterré à Athènes.